# Рост (тауншип, Миннесота)
Рост (англ. Rost) — тауншип в округе Джексон, Миннесота, США. На 2000 год его население составило 263 человека.

## География
По данным Бюро переписи населения США площадь тауншипа составляет 93,5 км² занимая территорию всей суши.

## Демография
По данным переписи населения 2000 года здесь находились 250 человек, 91 домохозяйство и 75 семей.  Плотность населения —  2,7 чел./км².  На территории тауншипа расположено 98 построек со средней плотностью 1,0 постройка на один квадратный километр. Расовый состав населения: 99,60 % белых.
Из 91 домохозяйства в 34,1 % воспитывались дети до 18 лет, в 80,2 % проживали супружеские пары, в 1,1 % проживали незамужние женщины и в 16,5 % домохозяйств проживали несемейные люди. 14,3 % домохозяйств состояли из одного человека, при том 4,4 % из — одиноких пожилых людей старше 65 лет. Средний размер домохозяйства — 2,75, а семьи — 3,04 человека.
25,6 % населения — младше 18 лет, 8,4 % — в возрасте от 18 до 24 лет, 26,0 % — от 25 до 44, 24,0 % — от 45 до 64, и 16,0 % — старше 65 лет. Средний возраст — 40 лет. На каждые 100 женщин приходилось 96,9 мужчин.  На каждые 100 женщин старше 18 приходилось 121,4 мужчин.
Средний годовой доход домохозяйства составлял 43 056 долларов, а средний годовой доход семьи —  44 167 долларов. Средний доход мужчин —  31 146  долларов, в то время как у женщин — 23 750. Доход на душу населения составил 16 820 долларов. За чертой бедности находилось 3,2 % и 5,4 % всего населения тауншипа, из которых 9,4 % старше 65 лет.